# Разработка препаратов против COVID-19
Разработка лекарственных препаратов против COVID-19 — исследовательский процесс по разработке профилактических терапевтических рецептурных препаратов, которые могли бы облегчить тяжесть коронавирусной болезни 2019 (COVID-19). С начала 2020 по 2021 год несколько сотен фармацевтических компаний, биотехнологических фирм, университетских исследовательских групп и медицинских организаций разрабатывали терапевтические кандидаты для лечения заболевания COVID-19 на различных стадиях доклинических или клинических исследований (всего 506 кандидатов в апреле 2021 года), при этом 419 потенциальных препаратов COVID-19 по состоянию на апрель 2021 года проходили клинические испытания.
Уже в марте 2020 года Всемирная организация здравоохранения (ВОЗ), Европейское агентство лекарственных средств (EMA), Управление по контролю за продуктами и лекарствами США (FDA), правительство Китая и производители лекарств координировали свои действия с академическими и промышленными исследователями для ускорения разработки вакцин, противовирусных препаратов и постинфекционной терапии. Международная платформа ВОЗ по регистрации клинических испытаний зарегистрировала 536 клинических исследований по разработке постинфекционных методов лечения инфекции COVID-19, а многочисленные противовирусные препараты для лечения других инфекций находятся в стадии клинических исследований для повторного применения.
В марте 2020 года ВОЗ инициировала «Испытание SOLIDARITY» в 10 странах, включив в него тысячи людей, инфицированных COVID-19, для оценки эффекта лечения четырьмя существующими противовирусными соединениями с наибольшей вероятностью эффективности. В апреле 2020 года был создан динамичный систематический обзор для отслеживания хода зарегистрированных клинических испытаний вакцины COVID-19 и кандидатов в терапевтические препараты.
Разработка лекарственных препаратов — это многоэтапный процесс, обычно требующий более пяти лет для обеспечения безопасности и эффективности нового соединения. Несколько национальных регулирующих органов, таких как EMA и FDA, утвердили процедуры для ускорения клинических испытаний. К июню 2021 года десятки потенциальных постинфекционных препаратов находились на заключительном этапе тестирования на людях — фазе III—IV клинических испытаний.

## История вопроса

### Схема цикла разработки лекарств
Разработка лекарств — это процесс вывода на рынок новой вакцины против инфекционных заболеваний или терапевтического препарата после выявления ведущего соединения в процессе открытия лекарств. Он включает в себя лабораторные исследования на микроорганизмах и животных, подачу заявки на получение регуляторного статуса, например, через FDA, для нового исследуемого препарата, чтобы начать клинические испытания на людях, и может включать этап получения регуляторного одобрения в виде заявки на новое лекарство для вывода препарата на рынок. Весь процесс — от разработки концепции через доклинические испытания в лаборатории до проведения клинических испытаний, включая испытания I—III фазы, — до утверждения вакцины или лекарственного препарата — обычно занимает более десяти лет.

## Кандидаты
Сеть доказательств клинических исследований COVID-19 по 15 терапевтическим кандидатам. Круги представляют вмешательства или группы вмешательств (категории). Линии между двумя кругами указывают на сравнения в клинических испытаниях.
По данным одного источника (по состоянию на август 2020 года), различные категории доклинических или клинических исследований ранней стадии для разработки терапевтических кандидатов COVID-19 включали:
- антитела (81 кандидат)
- противовирусные препараты (31 кандидат)
- соединения на основе клеток (34 кандидата)
- соединения на основе РНК (6 кандидатов)
- сканирующие соединения для повторного применения (18 кандидатов)

Различные другие категории терапии, такие как противовоспалительные, противомалярийные, интерфероновые, белковые, антибиотики и рецептор-модулирующие соединения.
Пивотальные испытания III фазы оценивают, обладает ли препарат-кандидат эффективностью именно против какого-либо заболевания, и — в случае людей, госпитализированных с тяжелыми инфекциями COVID-19 — проверяют уровень эффективной дозы перепрофилированного или нового препарата-кандидата для улучшения течения заболевания (в первую очередь пневмонии), вызванного инфекцией COVID-19. В случае уже утвержденного препарата (например, гидроксихлорохина для лечения малярии) испытания III—IV фазы определяют на сотнях и тысячах инфицированных COVID-19 людей возможность расширенного применения уже утвержденного препарата для лечения инфекции COVID-19. По состоянию на август 2020 года более 500 лекарственных препаратов-кандидатов находились в доклинической стадии или на стадии фазы I—IV разработки, а в течение 2020 года было объявлено о новых испытаниях фазы II—III для сотен терапевтических кандидатов.
В приведенную ниже таблицу не включены многочисленные препараты-кандидаты, изучаемые в качестве «поддерживающих» средств для облегчения дискомфорта во время болезни, например, НПВС или бронхолитики. Другие препараты, находящиеся на ранней стадии испытаний фазы II, или многочисленные кандидаты на лечение, находящиеся на стадии испытаний фазы I, также не включены в таблицу. Кандидаты на лечение в испытаниях фазы I—II имеют низкий процент успеха (менее 12 %), чтобы пройти все фазы испытаний и в конечном итоге получить одобрение. После достижения фазы III испытаний, кандидаты в терапевты для лечения заболеваний, связанных с инфекцией COVID-19 — инфекционных и респираторных заболеваний — имеют коэффициент успеха около 72 %.

## Кандидаты на повторное использование лекарств
Репозиционирование лекарственных препаратов (также называемое репурпозиционированием лекарственных препаратов) — исследование существующих лекарственных препаратов для новых терапевтических целей — является одним из направлений научных исследований, проводимых для разработки безопасных и эффективных методов лечения COVID-19. Несколько существующих противовирусных препаратов, ранее разработанных или используемых для лечения тяжелого острого респираторного синдрома (SARS), ближневосточного респираторного синдрома (MERS), ВИЧ/СПИДа и малярии, исследуются в качестве лечения COVID-19, а некоторые из них проходят клинические испытания.
Во время пандемии COVID-19 перепрофилирование лекарств — это процесс клинических исследований, заключающийся в быстрой проверке и определении безопасности и эффективности существующих лекарств, уже одобренных для лечения других заболеваний, с целью их использования для людей с инфекцией COVID-19. В обычном процессе разработки лекарств подтверждение повторного применения для лечения нового заболевания потребовало бы многих лет клинических исследований — включая решающую фазу III клинических испытаний — препарата-кандидата, чтобы убедиться в его безопасности и эффективности именно для лечения инфекции COVID-19. В условиях нарастающей пандемии COVID-19 в марте 2020 года процесс повторного назначения препарата был ускорен для лечения людей, госпитализированных с COVID-19.
Клинические испытания с использованием перепрофилированных, в целом безопасных, существующих препаратов для лечения госпитализированных людей с COVID-19 могут занять меньше времени и иметь более низкие общие затраты для получения конечных точек, подтверждающих безопасность (отсутствие серьёзных побочных эффектов) и постинфекционную эффективность, а также могут быстро получить доступ к существующим цепочкам поставок лекарств для производства и распространения по всему миру. В рамках международных усилий по использованию этих преимуществ ВОЗ начала в середине марта 2020 года ускоренные международные испытания фазы II—III четырёх перспективных вариантов лечения — испытание SOLIDARITY — с многочисленными другими препаратами, имеющими потенциал для повторного применения в различных стратегиях лечения заболеваний, таких как противовоспалительные, кортикостероидные, антитела, иммунная терапия и терапия факторами роста, среди прочих, которые будут переведены в фазу II или III испытаний в течение 2020 года.
В марте Центры по контролю и профилактике заболеваний США (CDC) выпустили рекомендацию для врачей относительно применения ремдезивира для людей, госпитализированных с пневмонией, вызванной COVID-19: «Хотя клинические испытания имеют решающее значение для установления безопасности и эффективности этого препарата, врачи, не имеющие доступа к клиническим испытаниям, могут запросить ремдезивир для сострадательного использования через производителя для пациентов с клинической пневмонией».

## Новые препараты антител

### Реконвалесцентная плазма
Реконвалесцентная плазма (плазма крови выздоровевших пациентов) содержит антитела и может использоваться в целях пассивной иммунизации других людей путём переливания, имеется успешный опыт использования подобной практики в лечении некоторых вирусных заболеваний. Кокрейновский мета-анализ по реконвалесцентной плазме утверждает на основании восьми РКИ, оценивающих эффективность и безопасность терапии плазмой выздоравливающих, что с высокой степенью достоверности реконвалесцентная плазма не влияет или практически не влияет ни на смертность в течение 28 дней, ни на клиническое улучшение больных COVID-19 средней или тяжёлой степени тяжести.
Центры по контролю и профилактике заболеваний США рекомендуют не использовать реконвалесцентную плазму с низкими титрами антител, плазму с высокими титрами рекомендуется не использовать у госпитализированных больных без нарушений в работе иммунной системы (за исключением применения в рамках клинических испытаний среди пациентов, которым не требуется механическая вентиляция лёгких). Для каких-либо рекомендаций за или против применения среди негоспитализированных пациентов или среди больных с нарушениями работы иммунной системы пока недостаточно данных.

### Казиривимаб/имдевимаб
Казиривимаб/имдевимаб, продающийся под торговым названием REGEN-COV, — это экспериментальный препарат, разработанный американской биотехнологической компанией Regeneron Pharmaceuticals. Это искусственный «коктейль антител», предназначенный для выработки устойчивости к коронавирусу SARS-CoV-2, ответственному за пандемию COVID-19. Он состоит из двух моноклональных антител, казиривимаба (REGN10933) и имдевимаба (REGN10987), которые должны быть смешаны вместе. Комбинация двух антител призвана предотвратить мутационный побег. Препарат также доступен в виде коформулы.

### Бамланивимаб и этезевимаб
Бамланивимаб (МНН, кодовое название LY-CoV555) — это моноклональное антитело, разработанное компаниями AbCellera Biologics и Eli Lilly в качестве препарата для лечения COVID-19. В ноябре 2020 года препарат получил разрешение на экстренное использование (EUA) от Управления по контролю за продуктами и лекарствами США (FDA), и по состоянию на декабрь 2020 года правительством США было закуплено 950 000 доз. В апреле 2021 года EUA было отозвано.
Препарат представляет собой моноклональное антитело IgG1 (mAb), направленное против белка spike вируса SARS-CoV-2. Его цель — блокировать прикрепление и проникновение вируса в клетки человека, тем самым нейтрализуя вирус, и способствовать профилактике и лечению COVID-19.
Бамланивимаб появился в результате сотрудничества между Lilly и AbCellera с целью создания терапии антителами для профилактики и лечения COVID-19.
Бамланивимаб также используется в составе комбинации бамланивимаб/этезевимаб, на которую FDA выдало разрешение EUA.
В июне 2021 года Управление помощника секретаря США по вопросам готовности и реагирования (ASPR) приостановило распространение бамланивимаба и этезевимаба вместе, а также этезевимаба отдельно (в паре с существующими поставками бамланивимаба) из-за увеличения количества циркулирующих вариантов.

### Сотровимаб
В мае 2021 года Комитет по лекарственным средствам для применения у человека (CHMP) Европейского агентства по лекарственным средствам (EMA) заключил, что сотровимаб может быть использован для лечения подтвержденного COVID-19 у людей в возрасте 12 лет и старше, весом не менее 40 кг (88 фунтов), не нуждающихся в дополнительной кислородной терапии и имеющих риск прогрессирования до тяжелого COVID-19.
В мае 2021 года Управление по контролю за продуктами и лекарствами США (FDA) выдало разрешение на экстренное применение (EUA) сотровимаба для лечения легкой и средней степени тяжести COVID-19 у людей в возрасте от двенадцати лет и старше весом не менее 40 килограммов (88 фунтов) с положительными результатами прямого тестирования на вирус SARS-CoV-2 и с высоким риском прогрессирования до тяжелой формы COVID-19, включая госпитализацию или смерть.

### Тиксагевимаб/цилгавимаб
Тиксагевимаб/цилгавимаб — комбинация двух человеческих моноклональных антител, тиксагевимаба (AZD8895) и цилгавимаба (AZD1061), которые исследуются в качестве средства для лечения COVID-19. Препарат разрабатывается британо-шведской транснациональной фармацевтической и биотехнологической компанией AstraZeneca.
В октябре 2021 года Комитет по лекарственным средствам человека (CHMP) Европейского агентства по лекарственным средствам (EMA) начал непрерывный обзор тиксагевимаба/цилгавимаба. В октябре 2021 года AstraZeneca запросила разрешение на экстренное использование тиксагевимаба/цилгавимаба для предотвращения COVID-19 от Управления по санитарному надзору за качеством пищевых продуктов и медикаментов США (FDA).

### Регданвимаб
Регданвимаб — человеческое моноклональное антитело компании Celltrion, исследуемое в качестве лекарства от COVID-19. Антитело направлено против шипового белка SARS-CoV-2.
В марте 2021 года Комитет по лекарственным средствам человека (CHMP) Европейского агентства по лекарственным средствам (EMA) начал непрерывный обзор данных по регданвимабу. В октябре 2021 года EMA начало рассмотрение заявки на получение разрешения на продажу моноклонального антитела регданвимаб (Регкирона) для лечения взрослых с COVID-19, которым не требуется дополнительная кислородная терапия и которые имеют повышенный риск развития тяжелой формы COVID 19. Заявителем является компания Celltrion Healthcare Hungary Kft.
Европейское агентство по лекарственным средствам (EMA) пришло к выводу, что регданвимаб можно использовать для лечения подтвержденного COVID-19 у взрослых, которым не требуется дополнительная кислородная терапия и которые имеют высокий риск прогрессирования до тяжелой формы COVID-19. Лекарство вводят вливанием (капельно) в вену.

## Новые ингибиторы репликации вирусов

### Молнупиравир
Молнупиравир, продаваемый под торговой маркой Lagevrio, представляет собой противовирусный препарат, подавляющий репликацию некоторых РНК-вирусов, и используется для лечения COVID-19 у лиц, инфицированных SARS-CoV-2. Молнупиравир является пролекарством синтетического нуклеозидного производного N4-гидроксицитидина (также называемого EIDD-1931) и проявляет свое противовирусное действие за счет ошибок копирования во время репликации вирусной РНК. Изначально молнупиравир был разработан для лечения гриппа в Университете Эмори университетской фармацевтической инновационной компанией Drug Innovation Ventures at Emory (DRIVE). Затем он был приобретен компанией Ridgeback Biotherapeutics из Майами, которая позже стала партнером Merck & Co. для дальнейшей разработки препарата.
1 октября 2021 года компания Merck заявила, что независимый консультативный совет, наблюдавший за ходом клинического исследования 2/3 фаз, рекомендовал досрочно прекратить исследование из-за убедительных доказательств пользы препарата для пациентов (снижение риска госпитализации или смерти примерно на 48 %).
Молнупиравир был одобрен для медицинского применения в Великобритании в ноябре 2021 года.

## Новые ингибиторы протеазы

### PF-07321332
PF-07321332 — противовирусный препарат, разработанный Pfizer, который действует как перорально активный ингибитор протеазы 3CL. Это ковалентный ингибитор фермента, связывающийся непосредственно с каталитически активным остатком цистеина (Cys145). PF-07321332 проходит III фазу испытаний по лечению COVID-19 в сочетании с ритонавиром. В этой комбинации ритонавир служит для замедления метаболизма PF-07321332 цитохромами для поддержания более высоких концентраций основного препарата в кровотоке. В ноябре 2021 года компания Pfizer объявила о положительных результатах фазы 2/3, в том числе о сокращении госпитализаций на 89 % при назначении в течение трех дней после появления симптомов.

## Планирование и координация

### Раннее планирование
В 2018-20 годах новые инициативы по стимулированию разработки вакцин и противовирусных препаратов включали партнерства между правительственными организациями и промышленностью, такие как Европейская инициатива по инновационным лекарственным средствам, Инициатива критического пути США для повышения инновационности разработки лекарств и обозначение Breakthrough Therapy для ускорения разработки и регуляторного рассмотрения перспективных препаратов-кандидатов. Для ускорения совершенствования диагностических средств для выявления инфекции COVID-19 был создан глобальный трекер диагностических трубопроводов.
Согласно данным трекера хода клинических испытаний потенциальных терапевтических препаратов для лечения инфекции COVID-19, 29 испытаний II—IV фазы эффективности были завершены в марте 2020 года или должны были предоставить результаты в апреле из больниц Китая, где в конце 2019 года произошла первая вспышка COVID-19. В семи испытаниях оценивались повторно применяемые препараты, уже одобренные для лечения малярии, включая четыре исследования гидроксихлорохина или хлорохина фосфата. Перепрофилированные противовирусные препараты составляют большую часть китайских исследований: к концу апреля должен быть представлен отчет о 9 испытаниях III фазы по ремедезивиру в нескольких странах. Другими потенциальными терапевтическими кандидатами в рамках основных клинических испытаний, завершающихся в марте-апреле, являются вазодилататоры, кортикостероиды, иммунная терапия, липоевая кислота, бевацизумаб, рекомбинантный ангиотензин-превращающий фермент 2 и др.
Коалиция клинических исследований COVID-19 ставит перед собой следующие цели: 1) содействие быстрому рассмотрению предложений по клиническим испытаниям комитетами по этике и национальными регулирующими органами; 2) ускоренное получение разрешений на использование терапевтических соединений-кандидатов; 3) обеспечение стандартизированного и быстрого анализа появляющихся данных об эффективности и безопасности; 4) содействие обмену результатами клинических испытаний до их публикации. По состоянию на апрель был проведен динамический обзор клинической разработки кандидатов в вакцину и лекарственные препараты COVID-19.
К марту 2020 года международная Коалиция по инновациям в области обеспечения готовности к эпидемиям (CEPI) обязалась инвестировать в исследования 100 миллионов долларов США в нескольких странах и обратилась с настоятельным призывом собрать и быстро инвестировать 2 миллиарда долларов США на разработку вакцины. В марте под руководством Фонда Билла и Мелинды Гейтс с партнерами, инвестирующими 125 млн долларов США, и при координации с Всемирной организацией здравоохранения начал работу ускоритель терапевтических исследований COVID-19, способствующий исследователям в области разработки лекарственных препаратов быстро выявлять, оценивать, разрабатывать и расширять масштабы потенциальных методов лечения. Коалиция клинических исследований COVID-19 была создана для координации и ускорения результатов международных клинических испытаний наиболее перспективных постинфекционных методов лечения. В начале 2020 года многочисленные противовирусные соединения для лечения других инфекций были перепрофилированы или разработаны в рамках новых клинических исследований для облегчения болезни COVID-19.
В марте 2020 года Коалиция за инновации в области обеспечения готовности к эпидемиям (CEPI) инициировала создание международного фонда разработки вакцины против COVID-19 с целью привлечения 2 миллиардов долларов США для исследований и разработок вакцины и обязалась инвестировать 100 миллионов долларов США в разработку вакцины в нескольких странах. Правительство Канады объявило о выделении 275 миллионов канадских долларов на финансирование 96 исследовательских проектов по медицинским контрмерам против COVID-19, включая многочисленные кандидаты в вакцины в канадских университетах, с планами создания «банка вакцин» новых вакцин для применения в случае очередной вспышки COVID-19. В апреле Фонд Билла и Мелинды Гейтс инвестировал 150 миллионов долларов США на разработку вакцин, диагностических и терапевтических средств против COVID-19.

#### Исследования с помощью компьютера
В марте 2020 года Министерство энергетики США, Национальный научный фонд, НАСА, промышленность и девять университетов объединили ресурсы, чтобы получить доступ к суперкомпьютерам IBM в сочетании с облачными вычислительными ресурсами Hewlett Packard Enterprise, Amazon, Microsoft и Google для поиска лекарств. Консорциум высокопроизводительных вычислений COVID-19 также нацелен на прогнозирование распространения болезни, моделирование возможных вакцин и скрининг тысяч химических соединений для разработки вакцины или терапии COVID-19.
Институт цифровой трансформации C3.ai, дополнительный консорциум, в который входят Microsoft, шесть университетов (включая Массачусетский технологический институт, член первого консорциума) и Национальный центр суперкомпьютерных приложений в Иллинойсе, работающие под эгидой C3.ai, компании по разработке программного обеспечения для искусственного интеллекта, объединяют ресурсы суперкомпьютеров для открытия лекарств, разработки медицинских протоколов и улучшения стратегии общественного здравоохранения, а также выделяют крупные гранты исследователям, предложившим к маю использовать ИИ для выполнения подобных задач.
В марте 2020 года проект распределенных вычислений Folding@home запустил программу помощи разработчикам лекарств, первоначально моделируя белковые мишени из вируса SARS-CoV-2 и родственного ему вируса SARS-CoV, изученного ранее.
Проект распределенных вычислений Rosetta@home также присоединился к этой работе в марте. Проект использует компьютеры добровольцев для моделирования белков вируса SARS-CoV-2, чтобы обнаружить возможные мишени для лекарств или создать новые белки для нейтрализации вируса. Исследователи сообщили, что с помощью Rosetta@home им удалось «точно предсказать атомную структуру важного белка коронавируса за несколько недель до того, как его можно было измерить в лаборатории».
В мае 2020 года было запущено партнерство OpenPandemics — COVID-19 между Scripps Research и IBM’s World Community Grid. Партнерство представляет собой проект распределенных вычислений, который «будет автоматически запускать моделируемый эксперимент в фоновом режиме [на подключенных домашних компьютерах, который поможет предсказать эффективность конкретного химического соединения в качестве возможного лечения COVID-19».

### Международные испытания «Солидарность» и «Открытие»
В марте Всемирная организация здравоохранения (ВОЗ) начала скоординированное «Испытание Солидарность» в 10 странах на пяти континентах, чтобы быстро оценить на тысячах зараженных COVID-19 людей потенциальную эффективность существующих противовирусных и противовоспалительных средств, ещё не оцененных специально для болезни COVID-19. К концу апреля в испытании участвовали больницы более чем в 100 странах.
Первоначально изучались следующие отдельные или комбинированные препараты: 1) комбинированный лопинавир-ритонавир, 2) лопинавир-ритонавир в сочетании с интерфероном-бета, 3) ремдезивир или 4) (гидрокси)хлорохин в отдельных испытаниях и больничных участках по всему миру. После опубликованного в журнале The Lancet исследования о проблемах безопасности гидроксихлорохина ВОЗ приостановила его использование в испытании Solidarity в мае 2020 года, восстановила его после отзыва исследования, а затем отказалась от дальнейшего использования препарата для лечения COVID-19, когда в июне анализ показал, что он не приносит пользы.
Поскольку около 15 % людей, инфицированных COVID-19, имели тяжелые заболевания, а больницы были перегружены во время пандемии, ВОЗ признала быструю клиническую потребность в тестировании и повторном использовании этих препаратов как средств, уже одобренных для лечения других заболеваний и признанных безопасными. Проект «Солидарность» призван дать быстрые ответы на ключевые клинические вопросы:
- Снижают ли какие-либо из препаратов смертность? Сокращает ли какой-либо из препаратов время пребывания пациента в больнице?
- Влияют ли эти препараты на необходимость вентиляции легких или интенсивной терапии для людей с пневмонией, вызванной COVID-19?
- Можно ли использовать эти препараты для минимизации заболевания инфекцией COVID-19 у медицинского персонала и людей с высоким риском развития тяжелого заболевания?

Зачисление людей с инфекцией COVID-19 упрощается благодаря использованию данных, включая информированное согласие, на веб-сайте ВОЗ. После того, как сотрудники, проводящие испытание, определят препараты, имеющиеся в больнице, на веб-сайте ВОЗ проводится рандомизация госпитализированного субъекта на один из исследуемых препаратов или на больничный стандарт лечения COVID-19. Врач испытания регистрирует и представляет последующую информацию о состоянии и лечении испытуемого, завершая ввод данных через веб-сайт ВОЗ «Солидарность». Дизайн испытания «Солидарность» не является двойным слепым — что обычно является стандартом в высококачественных клинических испытаниях, — но ВОЗ требовалась скорость и качество для проведения испытания во многих больницах и странах. Глобальный совет по мониторингу безопасности, состоящий из врачей ВОЗ, изучает промежуточные результаты, чтобы помочь принять решение о безопасности и эффективности исследуемых препаратов, а также изменить дизайн испытания или рекомендовать эффективную терапию. В марте INSERM (Париж, Франция) инициировал в семи странах исследование, аналогичное «Солидарности», под названием «Дискавери».
Исследование «Солидарность» направлено на координацию работы сотен больничных учреждений в разных странах — в том числе в тех, где слабо развита инфраструктура для проведения клинических испытаний, — но при этом его необходимо провести быстро. По словам Джона-Арне Рёттингена, руководителя Исследовательского совета Норвегии и председателя международного руководящего комитета испытания Solidarity, испытание будет считаться эффективным, если будет установлено, что терапия «снижает долю пациентов, нуждающихся в аппаратах искусственной вентиляции легких, скажем, на 20 %, что может оказать огромное влияние на наши национальные системы здравоохранения».
В марте финансирование испытания «Солидарность» достигло 108 миллионов долларов США от 203 000 частных лиц, организаций и правительств, при этом 45 стран участвовали в финансировании или управлении испытанием.
Дизайн клинического испытания, находящегося в процессе, может быть изменён как «адаптивный дизайн», если накопленные в ходе испытания данные дают раннее представление о положительной или отрицательной эффективности лечения. В глобальных испытаниях Solidarity и европейских испытаниях Discovery на госпитализированных людях с тяжелой инфекцией COVID-19 применяется адаптивный дизайн для быстрого изменения параметров испытания по мере получения результатов от четырёх экспериментальных терапевтических стратегий. Адаптивный дизайн в рамках текущих клинических испытаний II—III фаз по кандидатам в терапевты может сократить продолжительность испытаний и использовать меньшее количество испытуемых, что, возможно, ускорит принятие решений о досрочном прекращении или успехе, а также скоординирует изменения дизайна для конкретного испытания в разных странах.

### Адаптивное испытание лечения COVID-19
Национальный институт аллергии и инфекционных заболеваний США (NIAID) инициировал международное испытание III фазы с адаптивным дизайном (так называемое «ACTT»), в котором примут участие до 800 госпитализированных людей с COVID-19 в 100 местах в разных странах. Начиная с использования ремдезивира в качестве основного лечения в течение 29 дней, в определении адаптивного протокола испытания говорится, что «будет проводиться промежуточный мониторинг для введения новых методов лечения и досрочной остановки в случае бесполезности, эффективности или безопасности. Если одна из терапий окажется эффективной, то эта терапия может стать контрольной для сравнения с новой экспериментальной терапией».

### Исследование RECOVERY
В марте 2020 года в Великобритании было организовано крупномасштабное рандомизированное контролируемое исследование под названием RECOVERY Trial для проверки возможных методов лечения COVID-19. Оно проводится Наффилдскими кафедрами общественного здравоохранения и медицины Оксфордского университета и тестирует пять повторно применяемых препаратов, а также плазму крови выздоравливающих. В испытание включено более 11 500 участников с положительной реакцией на COVID-19 в Великобритании к июню 2020 года.
В апреле в 132 больницах Великобритании стартовало британское исследование RECOVERY (Randomised Evaluation of COVID-19 thERapY), которое по состоянию на середину апреля стало одним из крупнейших в мире клинических исследований COVID-19 с участием 5400 инфицированных людей, проходящих лечение в 165 больницах Великобритании. В ходе исследования изучаются различные потенциальные методы лечения тяжелой инфекции COVID-19: лопинавир/ритонавир, дексаметазон в низкой дозе (противовоспалительный стероид), гидроксихлорохин и азитромицин (обычный антибиотик). В июне исследование было прекращено, когда анализ показал, что гидроксихлорохин не приносит пользы.
16 июня испытательная группа опубликовала заявление о том, что дексаметазон снижает смертность среди пациентов, получающих респираторную поддержку. В контролируемом исследовании около 2 000 пациентов больниц получали дексаметазон и сравнивались с более чем 4 000 пациентов, не получавших этот препарат. Для пациентов на аппаратах искусственной вентиляции легких он снизил риск смерти с 40 % до 28 % (1 из 8). Для пациентов, нуждающихся в кислороде, он снизил риск смерти с 25 % до 20 % (1 из 5).
К концу июня 2020 года в рамках исследования были опубликованы результаты по гидроксихлорохину и дексаметазону. Также были объявлены результаты по лопинавиру/ритонавиру, которые были опубликованы в октябре 2020 года. Лопинавир-ритонавир и гидроксихлорохин были закрыты для новых участников после того, как было доказано, что они неэффективны. Дексаметазон был закрыт для новых участников среди взрослых после получения положительных результатов, а к ноябрю 2020 года был открыт для участия детей.

#### Дексаметазон
Дексаметазон по данным исследования RECOVERY снижал смертность на 28 день среди госпитализированных больных, находившихся на механической вентиляции лёгких или получавших кислородную поддержку. При отсутствии респираторной поддержки эффекта не наблюдалось. Системные кортикостероиды теперь обычно являются частью стандартного ухода за больными.

#### Тоцилизумаб
Согласно результатам исследования RECOVERY тоцилизумаб является эффективным лечением среди госпитализированных больных с гипоксией и свидетельством воспалительного процесса (уровень C-реактивного белка выше 75 мг на литр). Лечение улучшает показатели выживаемости, снижает шансы на выписку из больницы на 28 день, а также снижает шансы на прогрессирование заболевания до необходимости механической вентиляции лёгких.